# キタイベル・パール

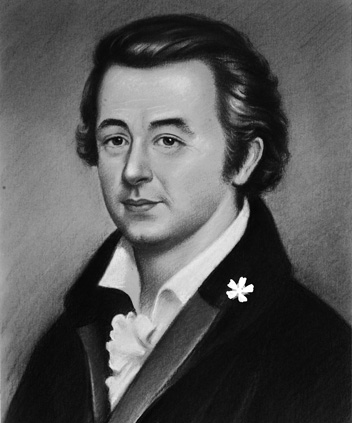
キタイベル・パール

キタイベル・パール（Kitaibel Pál）あるいはパウル・キタイベル（Pál(Paul) Kitaibel, 1757年2月3日　ショプロン県マタースブルク（現在ブルゲンラント州） - 1817年12月13日　ブダペシュト）はハンガリーの化学・植物学者、医師。
1789年、エルデーイのミュラー・フォン・ライヒェンシュタインとは別にテルルを発見。

## 生涯
ショプロンのギムナジウム、ジェールのリュツェウムに通い、ブダの大学に入学する。

## 著作
- Francisci comitis Waldstein : Descriptiones et icones plantarum rariorum Hungariae  (オーストリアのフランツ・アダム・フォン・ヴァルトシュタイン＝ヴァルテンベルク（:Franz Adam von Waldstein：1759-1823) と共著; M.A. Schmidt, Wien, 3 Auflagen 1802-1812; Folio (465 x 332 mm)).
- Hydrographica Hungariae. Praemissa auctoris vita.  Edidit Joannes Schuster. Pest, J.M. Trattner de Petróza, 1829. 2 Auflagen.